# ヴォルフガング・パノフスキー
ヴォルフガング・クルト・ヘルマン・パノフスキー（Wolfgang Kurt Hermann Panofsky, 1919年4月24日 - 2007年9月24日）はアメリカ合衆国の物理学者。スタンフォード線形加速器センターの創設者・初代所長。

## 略歴
ドイツ・ベルリン生まれ。父は美術史家のエルヴィン・パノフスキー。1934年にアメリカに渡り、1942年にアメリカに帰化した。プリンストン大学、カリフォルニア工科大学で学び、カリフォルニア大学バークレー校の助教授、スタンフォード大学の教授となった。1961年に初代のスタンフォード線形加速器センターの所長となった。
1985年から、素粒子物理学の功績に対してアメリカ物理学会などが授与するパノフスキー賞が設けられている。
日本語訳には、共著で『電磁気学』（上下、林忠四郎・天野恒雄訳、吉岡書店、1968年／新版2002年）がある。

## 受賞歴
- 1961年 - アーネスト・ローレンス賞
- 1963年 - リヒトマイヤー記念賞
- 1969年 - アメリカ国家科学賞
- 1970年 - フランクリン・メダル
- 1978年 - エンリコ・フェルミ賞
- 1996年 - マテウチ・メダル